# Avalon (Canada)
 For alternative betydninger, se Avalon (flertydig). (Se også artikler, som begynder med Avalon)
Avalonhalvøen er en halvø på 9.220 km², der udgør det sydøstligste punkt på den canadiske ø Newfoundland
Der bor 248.418 mennesker (ca. 49% af Newfoundlands befolkning i 2006) på halvøen og er stedet, hvor provinsens hovedstad, St. John's, ligger. Halvøen er forbundet med resten af Newfoundland med en landtange, der har en bredde på 5 km. Halvøen rager ud i de fiskerige zoner ved Newfoundlands banker. Dets fire største bugter, Trinity Bay, Conception Bay, St. Mary's Bay og Placentia Bay har i årevis været de centrale fiskesteder i Newfounlands fiskeindustri.

## Geografi
Selve Avalonhalvøen består af halvøer pga. St. Mary's Bay og Conception Bay. St. John ligger på den nordøstlige del af halvøen.